# Manuel Rodríguez de Guzmán

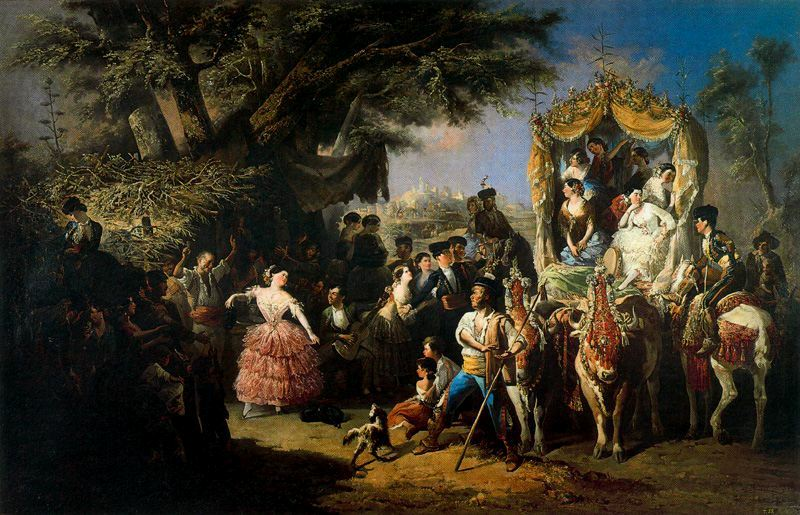
La feria de Santiponce, 1855, óleo sobre lienzo, 124 x 194 cm, Madrid, Museo del Prado.

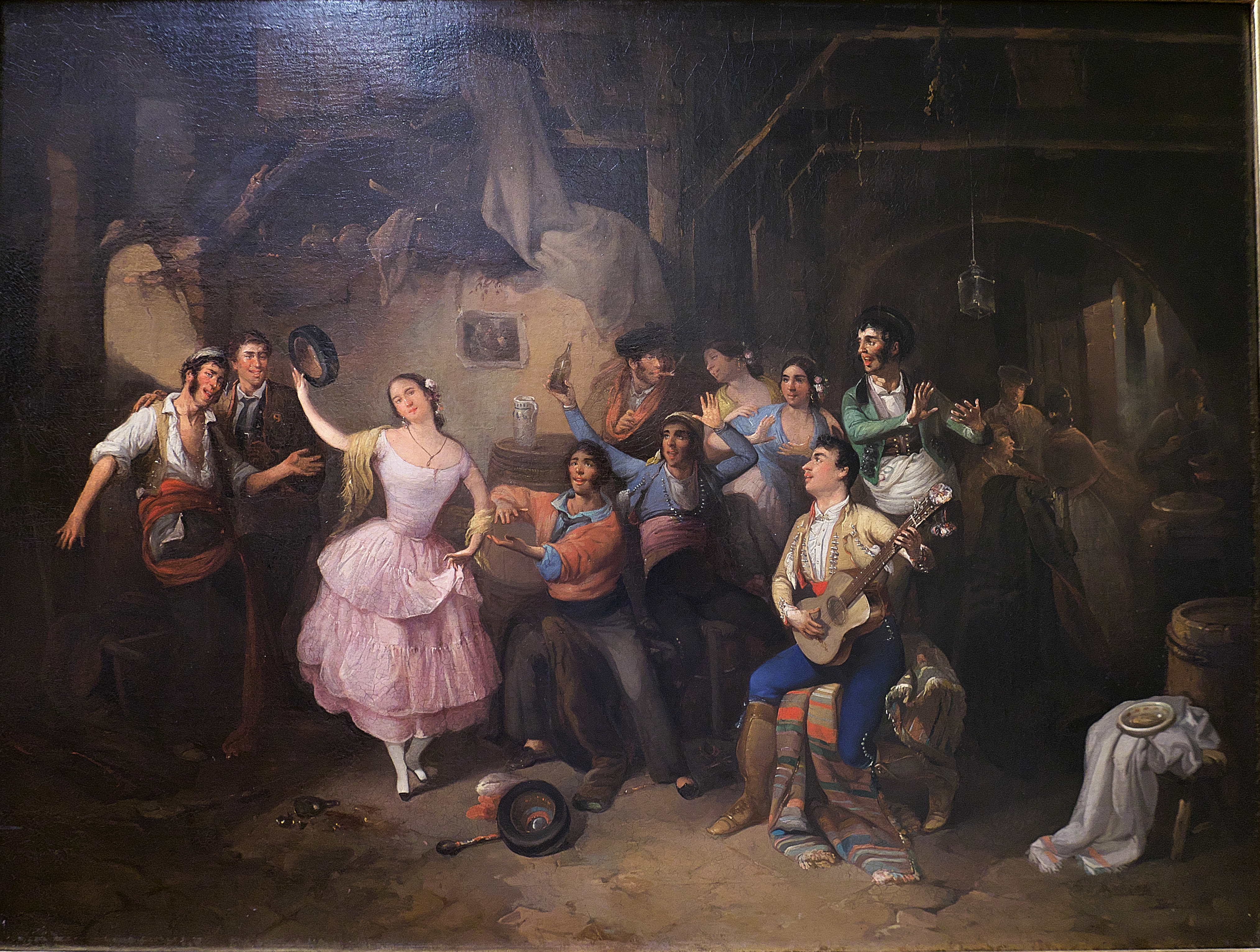
Baile en la taberna (1854) Museo de Bellas Artes de Sevilla

Manuel Rodríguez de Guzmán (Sevilla, 20 de junio de  1818-Madrid, 1867) fue un pintor español del periodo romántico que destacó en la composición de temas costumbristas. Se inició en la pintura en la Real Academia de Bellas Artes de Santa Isabel de Hungría de su ciudad natal con José Domínguez Becquer. En 1854 se encontraba en Madrid trabajando para el embajador británico, llegando a realizar algunos encargos para la corte dentro del círculo andaluz de Antonio María Esquivel y José Gutiérrez de la Vega, como miembro muy activo de la Sociedad protectora de las Bellas Artes promovida por el primero.

## Obras
Entre sus cuadros más representativos pueden citarse escenas populares andaluzas, como la Feria de Santiponce (1855, Museo del Prado), considerada su obra maestra, la Procesión del Rocío (1853, Patrimonio Nacional), la Feria de Sevilla (1855, Patrimonio Nacional) o las Boleras del beso (Museo de Bellas Artes de Sevilla), y madrileñas, como Lavanderas de Manzanares  y Baile campestre en la virgen del Puerto (1856), formando parte algunas de ellas de un encargo de la reina Isabel II de pintar escenas típicas de cada una de las provincias españolas. También pintó escenas de inspiración literaria con fondo costumbristas, pinturas de historia a la moda, como Toma de Vélez por D. Fernando el Católico (en colección privada en Vélez-Málaga) y Pedro I mandando arrojar por una ventana el cadáver de su hermano, a quien había hecho asesinar y, excepcionalmente, un retrato de Eurico, rey godo (Museo del Prado), encargo de José de Madrazo, atendiendo a una solicitud de la reina, para la serie cronológica de los reyes de España. En 1856 obtuvo mención honorífica en la Exposición Nacional de Bellas Artes por un lienzo inspirado en la novela cervantina Rinconete y Cortadillo, con el patio de Monipodio tratado al modo de sus más características escenas costumbristas.